# Замарді
Замарді, рідше Зомарді (угор. Zamárdi; з 1932 по 1943 роки поселення мала назву Балатонзамарді) — місто вздовж південного берега озера Балатон на заході Угорщини в медьє Шомодь. Населення — 2741 особа (2024).

## Розташування
Місто лежить на узбережжі Балатону, біля південного-західного краю озера, за 63 кілометри на північний схід від столиці медьє — Капошвара та за 116 кілометрів від столиці країни Будапешта. Через місто проходять автомобільна дорога і залізниця, що ведуть уздовж південного узбережжя Балатону.
Найвища точка міста — гора Камінь (176 метрів).

## Етимологія
Існує кілька пояснень походження назви Замарді.
- За однією з теорій, до монгольської навали село називалося Кіс Шент Мартір, яке пізніше змінилося на Замарді. Проте доказів цьому немає.
- Частина села знаходиться на пагорбі, тому жителі приносили воду на ослах. Тому село було названо Замард на честь угор. szamár (українською віслюк).
- Найбільш прийнятна теорія стверджує, що ім'я походить від особи на ім'я Замар або Сомар. Він міг бути першим власником села.[4]

## Історія
До появи угорців на рубежі 9–10 століть, територія була населена аварами. У 1972 році в селі виявлено великий аварський могильник.
Назва поселення вперше з'являється в 1082 році (Шамард), як Замарді вперше з'явився в звіті муніципального судді в 1828 році.
У 1861 році була побудована південна залізниця, яка значно сприяла розвитку краю.
Основним джерелом існування населення того часу було землеробство, виноградарство, тваринництво та рибальство. Сільське господарство залишалося домінуючим до 1960-х років.
З 1910 року поселення розвивається як курорт. У 1913 році було засновано Асоціацію купання Балатонзамарді.
У 1939 році, після нападу на Польщу, тут була заснована перша середня школа та ліцей для поляків, які втекли до Угорщини. У 1980 році на стіні будівлі колишньої школи, де тоді розташовувався Будапештський дитячий будинок і початкова школа, було відкрито пам’ятну дошку.
Поселення мало статус села до 1950 року, а між 1970 і 1990 роками воно утворило спільну раду з Балатонендредом, яку оголосили великою сільською радою в 1989 році. З 1990 року має самостійний муніципалітет, зберігаючи статус села, з 1 липня 2008 року отримало статус міста.
Замарді вважається одним із центрів туризму на озері Балатон, яке відвідує до 300 000 відпочивальників за сезон. Влітку у місті відбуваються музичні фестивалі, наприклад, Strand Festival, Balaton Sound тощо.

## Населення
| Рік  | Чисельність | Чисельність |
| ---- | ----------- | ----------- |
| 2013 | 2451        | [ 7 ]       |
| 2014 | 2438        | [ 8 ]       |

| Рік  | Чисельність | Чисельність |
| ---- | ----------- | ----------- |
| 2015 | 2424        | [ 9 ]       |
| 2021 | 2797        | [ 10 ]      |

| Рік  | Чисельність | Чисельність |
| ---- | ----------- | ----------- |
| 2022 | 2452        | [ 11 ]      |
| 2023 | 2752        | [ 12 ]      |

| Рік  | Чисельність | Чисельність |
| ---- | ----------- | ----------- |
| 2024 | 2741        | [ 2 ]       |

| Рік  | Чисельність | Чисельність |
| ---- | ----------- | ----------- |
| 2013 | 2451        | [ 7 ]       |
| 2014 | 2438        | [ 8 ]       |

| Рік  | Чисельність | Чисельність |
| ---- | ----------- | ----------- |
| 2015 | 2424        | [ 9 ]       |
| 2021 | 2797        | [ 10 ]      |

| Рік  | Чисельність | Чисельність |
| ---- | ----------- | ----------- |
| 2022 | 2452        | [ 11 ]      |
| 2023 | 2752        | [ 12 ]      |

| Рік  | Чисельність | Чисельність |
| ---- | ----------- | ----------- |
| 2024 | 2741        | [ 2 ]       |

## Міста-побратими
Замарді має такі міста-побратими:
- Мальш, Німеччина
- Мощеницька Драга, Хорватія
- Устрики-Долішні, Польща
- Вецка, Румунія